# L'esistenzialismo è un umanismo
L'esistenzialismo è un umanismo è il titolo di una conferenza tenuta da Jean-Paul Sartre nel 1945, e della sua successiva pubblicazione in volume l'anno seguente.

## Origini dell'opera
Il club "Maintenant" animato da Jacques Calmy e Marc Beigbeder organizzò presso la Sala delle Centrali di Parigi, alle 20.30 del 29 ottobre 1945, una conferenza con Jean-Paul Sartre sul tema: «L'esistenzialismo è un umanismo».
La manifestazione fu annunciata con grande pubblicità sui principali quotidiani; gli organizzatori avevano però delle inquietudini riguardo al suo successo. Ma questa serata superò ogni speranza. Boris Vian ne fece un riassunto su L'Écume des jours: spintoni, sedie rotte, svenimenti di donne, Sartre costretto ad aprirsi un varco a gomitate per raggiungere il palco.
L'esistenzialismo era nato. Sartre e Simone de Beauvoir sarebbero divenuti gli idoli di una generazione intera.
Tuttavia non era previsto di farne una pubblicazione. Questa fu intrapresa dall'editore Nagel, nel 1946, senza l'accordo di Sartre.

## Contenuto
Sartre vi presenta il suo esistenzialismo e risponde alle critiche avanzate da pensatori cristiani o marxisti, e in particolare dai comunisti, a cui desidera riavvicinarsi. Costituisce un'introduzione "estremamente chiara", benché semplice, all'esistenzialismo, e può essere letto senza la minima difficoltà anche da persone non abituate a testi filosofici più complessi.
Tuttavia la troppa semplicità di questo testo ha condotto Sartre a rinnegarlo filosoficamente. A rigore, non può costituire altro che una introduzione al suo pensiero.
La nozione di senso della storia cara a Hegel, e che Marx aveva accettato, seppure rovesciandola, e che costituiva la  concezione materialistica della storia, è rigettata. Secondo Sartre, la libertà dell'uomo è tale nel suo proprio divenire che nessuno può prevedere, nemmeno a grandi linee, che direzione la Storia prenderà domani. In Marx però, sulla base delle Tesi su Feuerbach (1845) e dello stesso Manifesto del partito comunista (1848), c'è anche una "filosofia della prassi", che incita i proletari ad agire: per questo motivo la visione deterministica di matrice hegeliana (cosa che non avviene però 
in Engels teorico del 
Materialismo dialettico) è mitigata. Questo porta al rifiuto dell'ottimismo dei marxisti (non di Marx) sui "domani che cantano" e che possono senz'altro non arrivare mai.
La morale kantiana è ugualmente criticata. Sartre prende in particolare l'esempio di un giovane che debba scegliere tra occuparsi di sua madre oppure raggiungere la Resistenza francese a Londra. In entrambi i casi, la massima della sua azione non è morale, poiché deve necessariamente sacrificare un "fine in sé" riducendolo al grado di "mezzo": abbandonare sua madre è il mezzo per arrivare a Londra, abbandonare i combattenti è invece il mezzo per occuparsi di sua madre...
È l'illustrazione della sua celebre, e particolare, teoria dei vigliacchi e dei mascalzoni: "Quelli che nasconderanno a sé stessi, seriamente o con scuse deterministe, la loro totale libertà, io li chiamerò vigliacchi; gli altri che cercheranno di mostrare che la loro esistenza è necessaria, mentre essa è la contingenza stessa dell'apparizione dell'uomo sulla terra, io li chiamerò mascalzoni".
I posteri ne ricorderanno due frasi, come aforismi: "l'esistenza precede l'essenza" e "l'uomo è condannato a essere libero".